# Ehrennadel der Organe der Rechtspflege

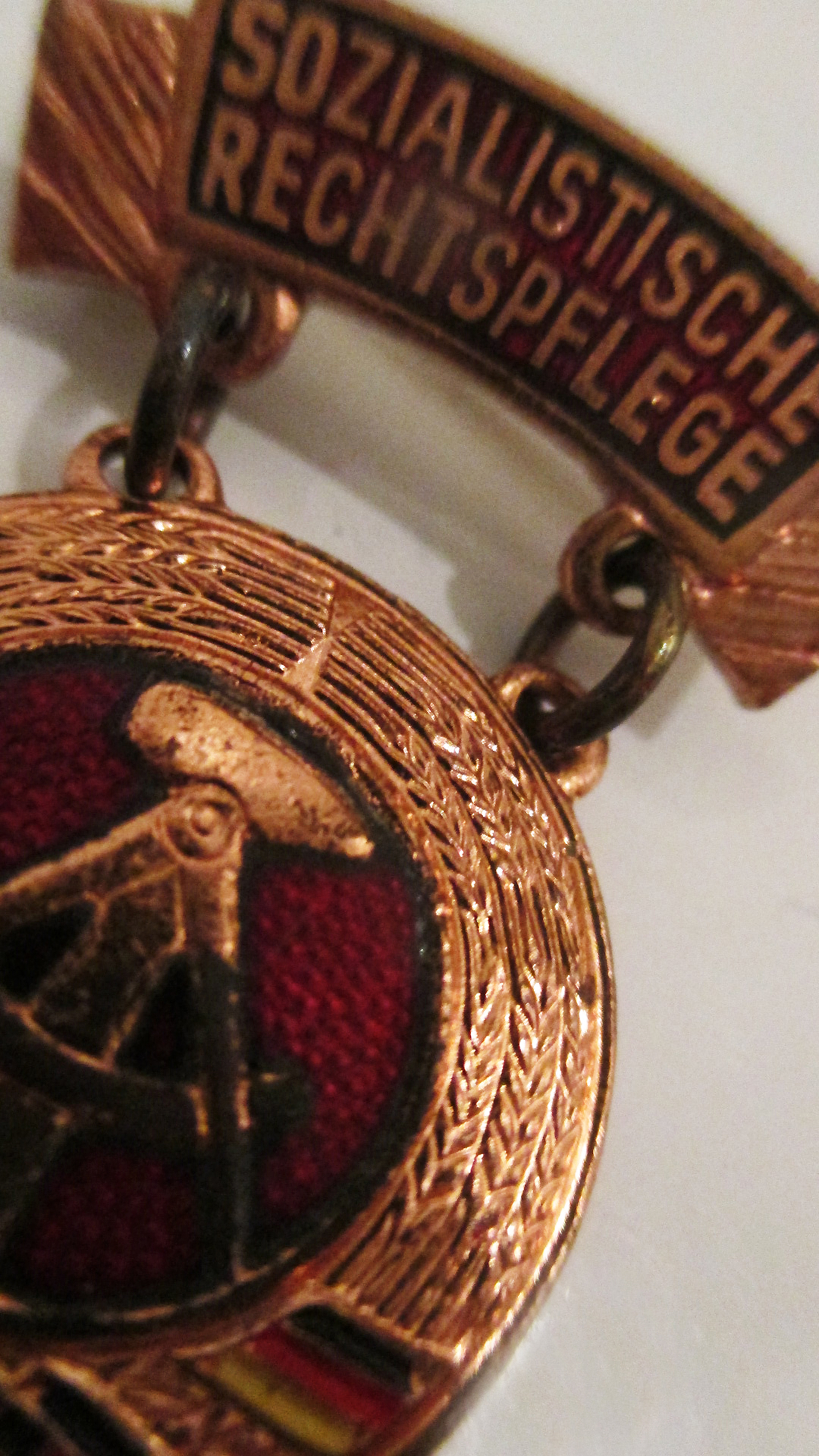
Ehrennadel der Organe der Rechtspflege – DDR

Die Ehrennadel der Organe der Rechtspflege war ein Ehrenzeichen für Angehörige der Behörden (Organe) im Bereich der Rechtspflege der Deutschen Demokratischen Republik (DDR), welche am 14. August 1965 durch den Ministerrat der DDR als nichtstaatliche Auszeichnung in einer Stufe gestiftet wurde. Die Verleihung der Ehrennadel erfolgte für besondere Leistungen oder langjährige Verdienste an ehrenamtliche Mitarbeiter oder Angehörige der Rechtspflegeorgane durch die örtliche Vertretung des betreffenden Organs.

## Aussehen und Trageweise
Die Ehrennadel besteht in ihrer ersten Form aus einer 25 mm breiten Spange in der Form eines wehenden Spruchbandes mit der zweizeiligen Aufschrift: SOZIALISTISCHE / RECHTSPFLEGE. An dieser Spange befand sich auf der Unterseite beidseitig eine Trageöse, an der das Staatswappen der DDR mit einem Durchmesser von 20 mm befestigt war. Eine Variante der ersten Form ist die Aufhängung des Staatswappen an zwei Ösen. Die zweite Form der Nadel, welche zu einem bisher unbekannten Zeitpunkt eingeführt wurde, zeigt dagegen immer noch die erwähnte Spange mit rot lackierten gekörnten Grund, welche golden von zwei Lorbeerzweigen umschlossen ist. Auf der Spange mittig ist die Inschrift: EHRENNADEL zu lesen. Auch an dieser Spange hängt das Staatswappen der DDR, welches jedoch nur noch mittig an der Spange befestigt ist. Das Staatswappen selber wird von der goldenen Umschrift: ORGANE DER RECHTSPFLEGE DER DDR auf roten Grund umschlossen. Getragen wurden alle Versionen dieser Nadel, die mehr einer Medaille gleicht auf der linken oberen Brustseite.